# Forte Médoc
Il Forte Médoc (Fort Médoc in francese) è una struttura fortificata eretta alla fine del XVII secolo dietro progetto del Vauban sulla riva sinistra dell'estuario della Gironda, Nuova Aquitania, Francia. I lavori di sterro iniziarono nel 1689 e la costruzione del forte terminò solo nel 1718, tuttavia già nel 1691 la guarnigione poté installarvisi. Oltre alle usuali fortificazioni, esso comprendeva due caserme in grado di dare alloggio a 300 soldati. 
Il forte era un caposaldo del sistema difensivo destinato a proteggere il porto di Bordeaux dal rischio di invasione dal fiume, a complemento di Fort Paté e della Cittadella di Blaye, che si trova invece sulla riva destra della Gironda.
Con la Cittadella di Blaye, le sue mura cittadine e Fort Paté, Fort Médoc è stato inserito nel 2008 nella lista dei patrimoni dell'umanità dell'UNESCO, come parte del gruppo Fortificazioni di Vauban.

## Storia
L'estuario della Gironda, il più grande d'Europa, è una via di comunicazione naturale che ha favorito il commercio e ha reso Bordeaux un porto prospero fin dal Medioevo. Ma fu anche luogo di conflitti militari: incursioni dei Vichinghi, battaglie legate alla Guerra dei Cent'anni. Sebbene il fiume garantisse lo sviluppo economico di Bordeaux, rappresentava comunque una minaccia aprendo la strada alle navi delle potenze nemiche.

## Immagini del forte

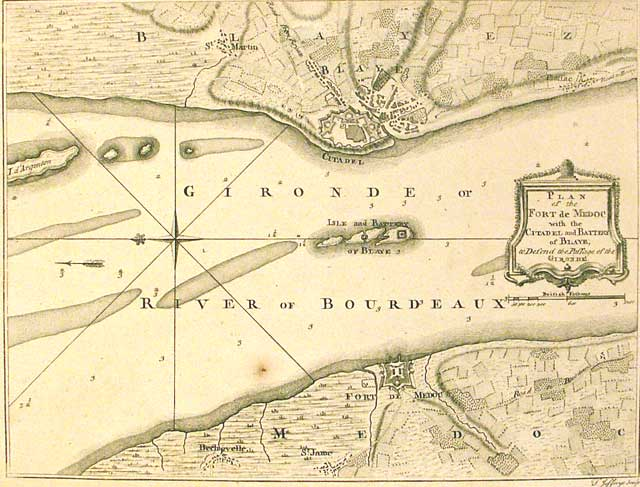
Carta dell'estuario della Gironda e il suo sistema difensivo
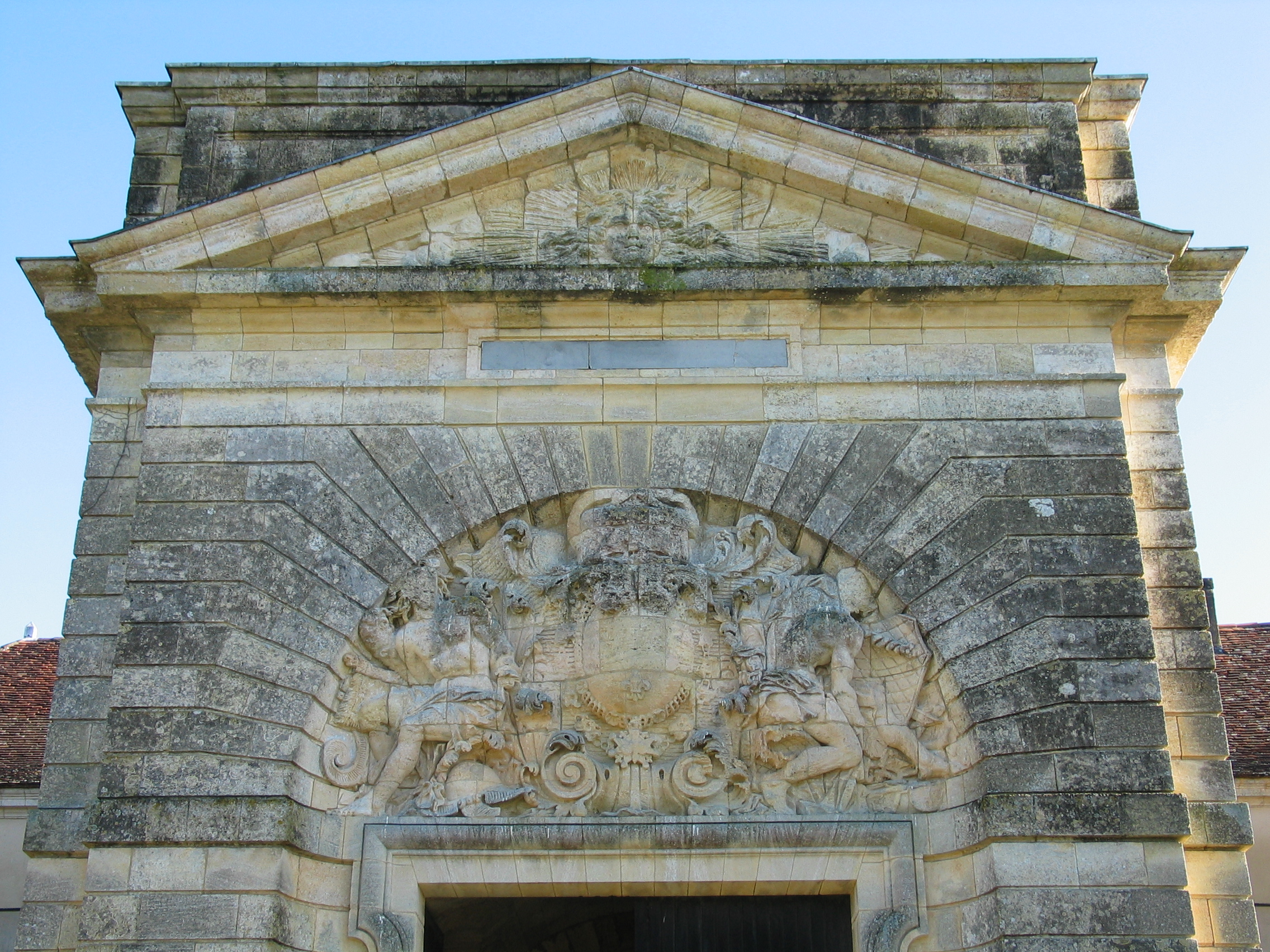
Dettaglio della porta Reale
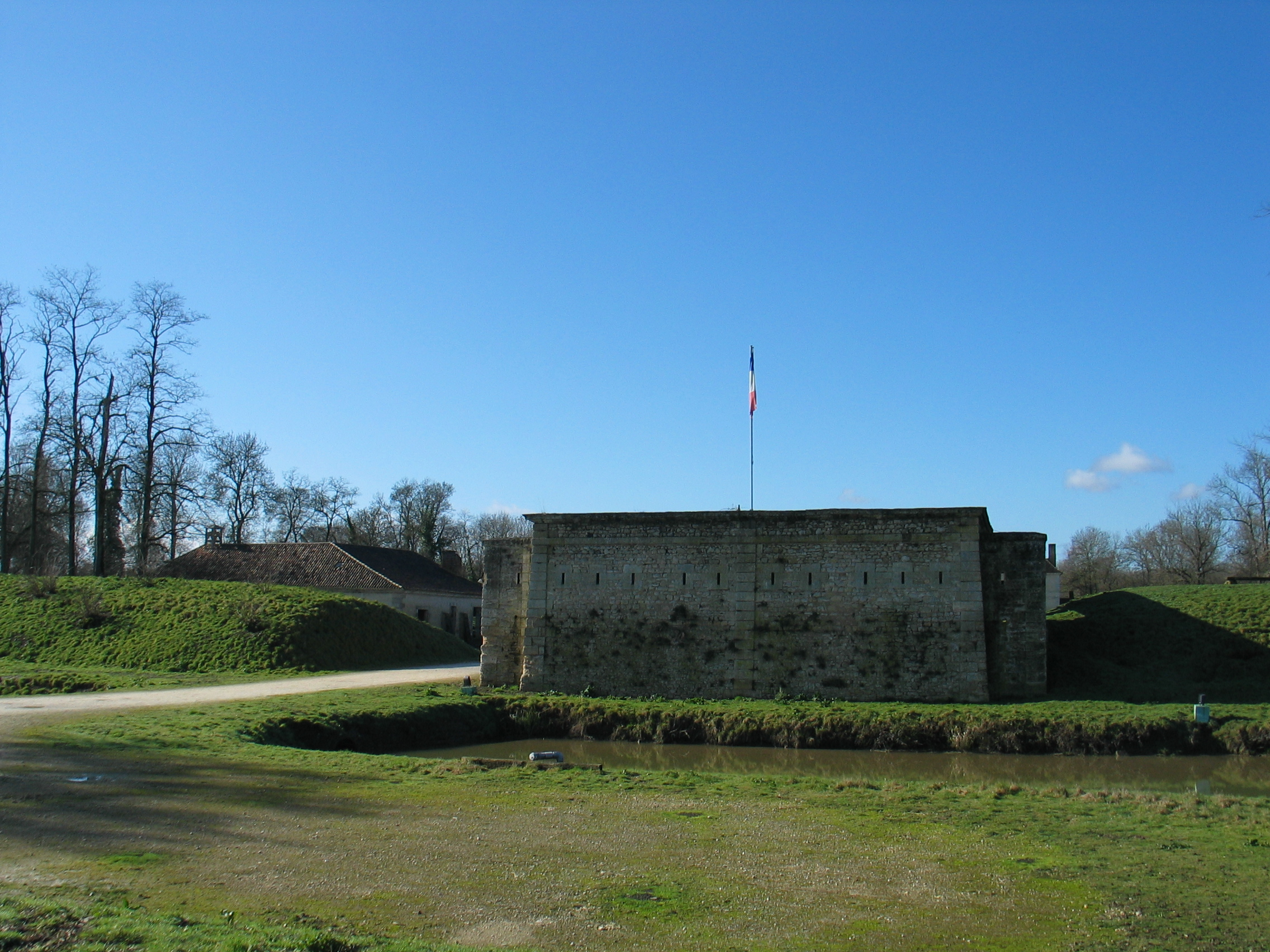
Corpo di guardia della Gironda, visto dalla Gironga
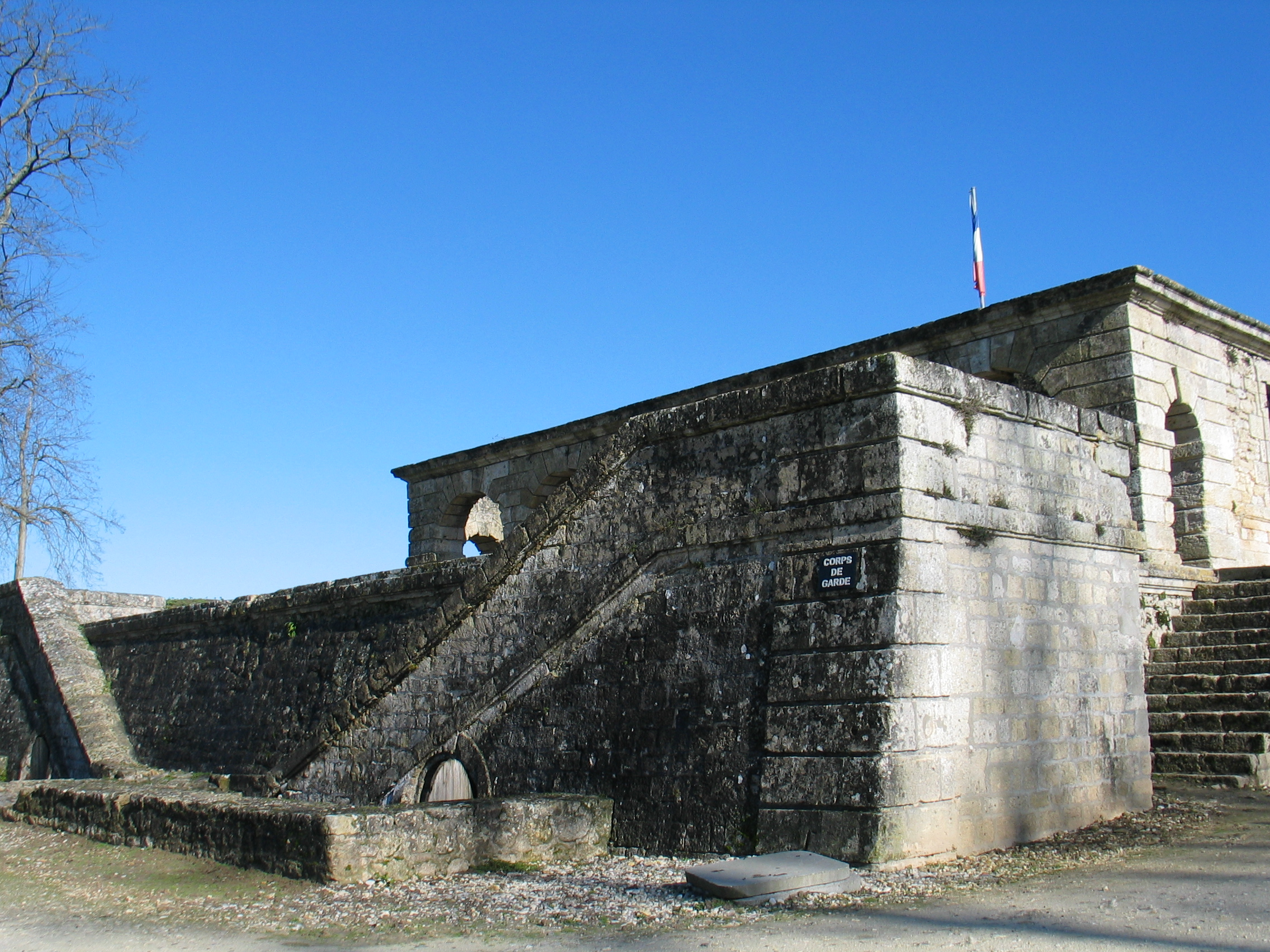
Corpo di guardia della Gironda, visto dalla corte del forte
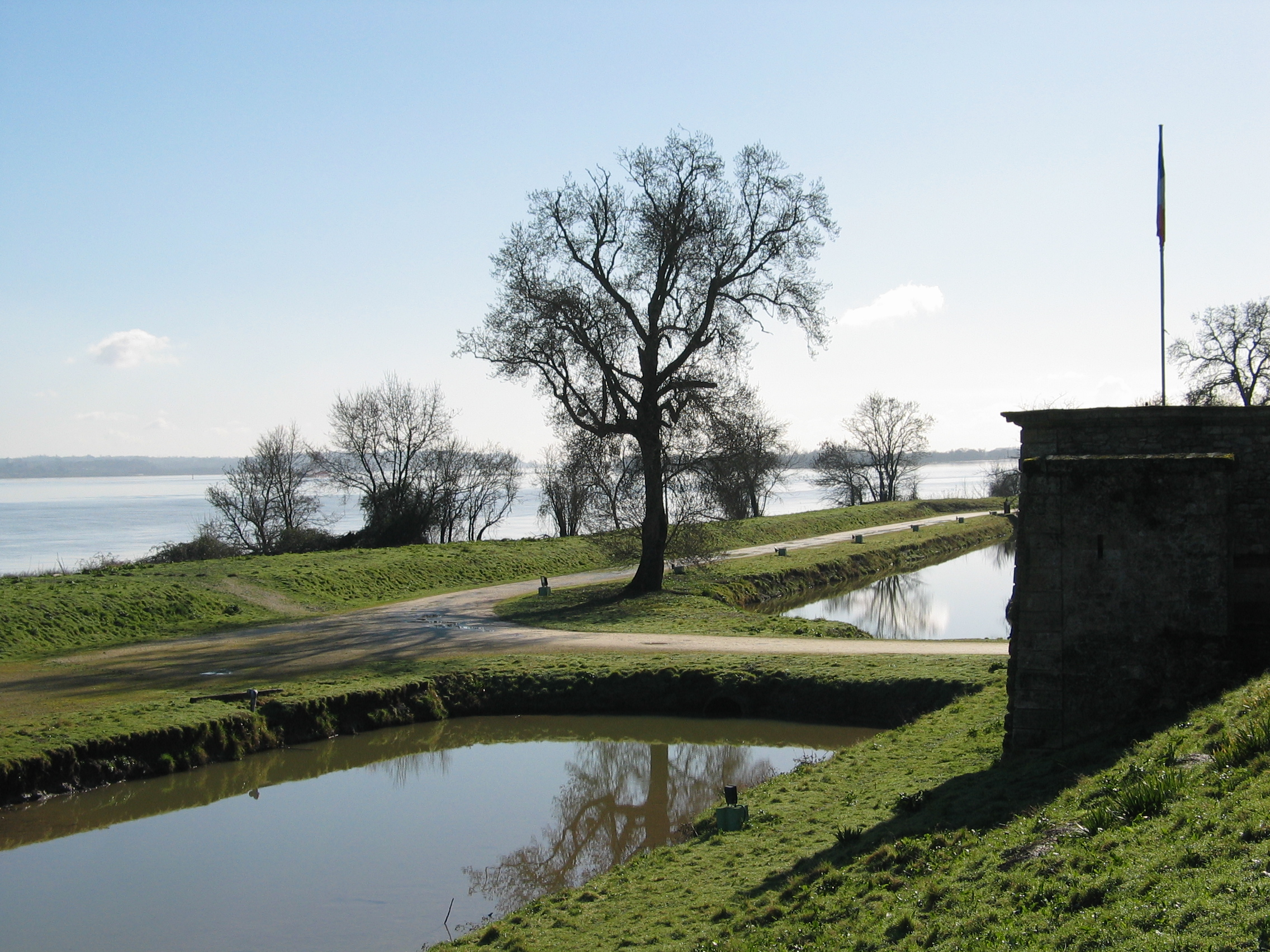
Veduta sulla Gironda dal corpo di guardia
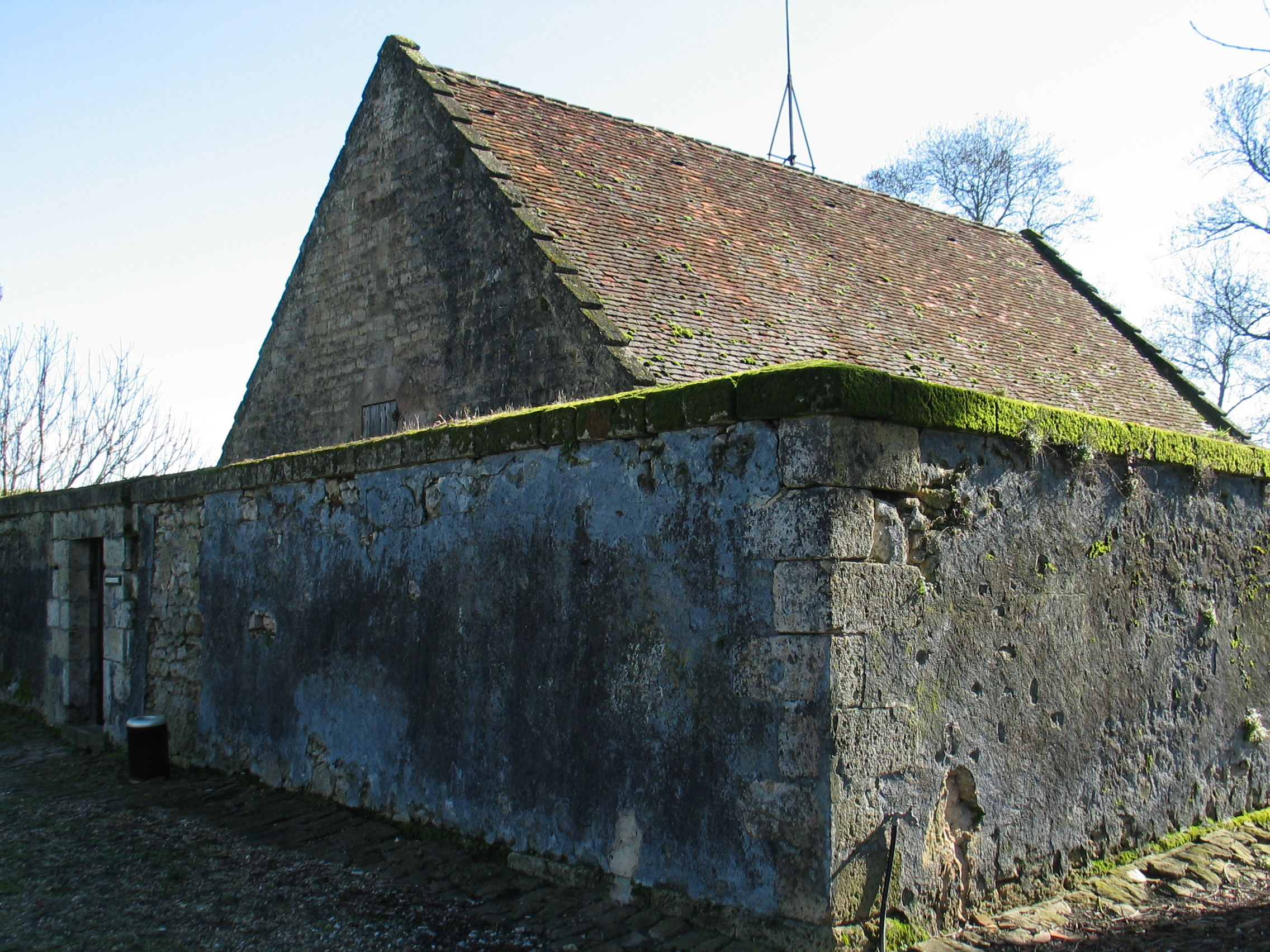
La polveriera protetta da recinzione